# Референдумы в Швейцарии (2015)
Референдумы в Швейцарии проходили 8 марта и 14 июня 2015 года. Всего проводилось 6 голосований.

## Мартовские референдумы
В марте прошло два референдума. Первая инициатива, инициированная Христианско-демократической народной партией, предлагала затраты на ребёнка и его образование не облагать подоходным налогом. Вторая инициатива, предложенная Зелёной либеральной партией, касалась введения налога на энергию. полученную из невозобновляемых источников. Обе инициативы были отклонены.

### Результаты
| Вопрос                              | «За»    | «За» | «Против»  | «Против» | Недейств./ пустых бюлл. | Всего голосов | Действ. бюлл. | Явка  | Кантонов «За» | Кантонов «За» | Кантонов «Против» | Кантонов «Против» | Результат |
| Вопрос                              | Голоса  | %    | Голоса    | %        | Недейств./ пустых бюлл. | Всего голосов | Действ. бюлл. | Явка  | Кантонов      | Полу кантонов | Кантонов          | Полу кантонов     | Результат |
| ----------------------------------- | ------- | ---- | --------- | -------- | ----------------------- | ------------- | ------------- | ----- | ------------- | ------------- | ----------------- | ----------------- | --------- |
| Семейная инициатива                 | 537 795 | 24,6 | 1 650 109 | 75,4     | 22 987                  | 2 210 891     | 5 254 965     | 42,07 | 0             | 0             | 20                | 6                 | Отвергнут |
| Налог на невозобновляемую энергию   | 175 405 | 8,0  | 2 010 326 | 92,0     | 24 390                  | 2 210 121     | 5 254 965     | 41,06 | 0             | 0             | 20                | 6                 | Отвергнут |
| Источник: Government of Switzerland |         |      |           |          |                         |               |               |       |               |               |                   |                   |           |

## Июньские референдумы
В июне прошли голосования по конституционной поправке, касающейся репродуктивной медицины и генной технологии человека, по народным инициативам о стипендиях и о налоге на наследство и по версии федерального закона о снижении ежегодной платы за радио и телевидение с 462 до 400 швейц. франков.

### Результаты
| Вопрос                                          | «За»      | «За» | «Против»  | «Против» | Недейств./ пустых бюлл. | Всего голосов | Действ. бюлл. | Явка | Кантонов «За» | Кантонов «За» | Кантонов «Против» | Кантонов «Против» | Результат |
| Вопрос                                          | Голоса    | %    | Голоса    | %        | Недейств./ пустых бюлл. | Всего голосов | Действ. бюлл. | Явка | Кантонов      | Полу кантонов | Кантонов          | Полу кантонов     | Результат |
| ----------------------------------------------- | --------- | ---- | --------- | -------- | ----------------------- | ------------- | ------------- | ---- | ------------- | ------------- | ----------------- | ----------------- | --------- |
| Репродуктивная медицина/Генная технология       | 1 377 613 | 61,9 | 846 865   | 38,1     | 66 515                  | 2 290 993     | 5 265 120     | 43,5 | 17            | 3             | 3                 | 3                 | Одобрен   |
| Стипендии                                       | 610,284   | 27,5 | 1 611 911 | 72,5     | 65 360                  | 2 287 555     | 5 265 120     | 43,4 | 0             | 0             | 20                | 6                 | Отвергнут |
| Налог на наследство                             | 657 851   | 29,0 | 1 613 982 | 71,0     | 29 487                  | 2 301 320     | 5 265 120     | 43,7 | 0             | 0             | 20                | 6                 | Отвергнут |
| Федеральный закон о радио и телевидении         | 1 128 522 | 50,1 | 1 124 873 | 49,9     | 44 568                  | 2 297 963     | 5 265 120     | 43,6 |               |               |                   |                   | Одобрен   |
| Источники: Government of Switzerland 1, 2, 3, 4 |           |      |           |          |                         |               |               |      |               |               |                   |                   |           |